# Oddmund Andersen
Oddmund Andersen (ur. 21 grudnia 1915 w Mjøndalen  – zm. 23 listopada 1999 tamże) – piłkarz norweski grający na pozycji pomocnika. W swojej karierze rozegrał 4 mecze w reprezentacji Norwegii.

## Kariera klubowa
W swojej karierze piłkarskiej Andersen grał w klubie Mjøndalen IF. W latach 1933, 1934 i 1937 zdobył z nim Puchar Norwegii.

## Kariera reprezentacyjna
W reprezentacji Norwegii Andersen zadebiutował 1 listopada 1936 roku w zremisowanym 3:3 towarzyskim meczu z Holandią, rozegranym w Amsterdamie. W 1938 roku został powołany do kadry na mistrzostwa świata we Francji, jednak nie wystąpił na nich ani razu. Od 1936 do 1946 roku rozegrał w kadrze narodowej 4 mecze.